# 가지노 도모유키
가지노 도모유키(일본어: 梶野 智幸, 1960년 7월 11일 ~ )는 일본의 전 축구 선수이다.

## 구단 경력
1983년 일본 사커 리그의 얀마 디젤에 입단했다. 1992년까지 174경기에 나서 7득점을 기록했다. 1992년 J1리그의 감바 오사카로 이적했다. 1994년 재팬 풋볼 리그의 가시와 레이솔로 이적했다. 1994년 재팬 풋볼 리그 준우승으로 J1리그로 승격했다. 1995년후 현역 은퇴.

## 국가대표팀 경력
그는 1988년 기린컵에 참가할 일본 국가대표팀에 발탁되었으며, 6월 2일 중국와의 경기에서 데뷔했다. 그는 1989년까지 국제 A매치 통산 9경기에 출전, 1득점을 넣었다.

## 통계
| 일본 | 일본 | 일본 |
| 연도 | 출전 | 득점 |
| ---- | ---- | ---- |
| 1988 | 1    | 0    |
| 1989 | 8    | 1    |
| 통산 | 9    | 1    |